# Les Chansones Populaires
Les Chansones Populaires treći je studijski album srpskog punk rock sastava Električni orgazam, koji je 1983. godine objavila diskografska kuća Jugoton. Na albumu se nalazi devet obrada popularnih engleskih pjesama.

## Popis pjesama

### A strana
| Br. | Skladba                      | Trajanje |
| --- | ---------------------------- | -------- |
| 1.  | »Locomotion«                 | 3:20     |
| 2.  | »Citadel«                    | 5:00     |
| 3.  | »Metal Guru«                 | 2:50     |
| 4.  | »I'm Waiting for the Man«    | 4:30     |
| 5.  | »The Man Who Sold the World« | 3:45     |

### B strana
| Br. | Skladba                                 | Trajanje |
| --- | --------------------------------------- | -------- |
| 1.  | »The Man Who Sold the World (nastavak)« | 1:05     |
| 2.  | »Being for the Benefit of Mr. Kite«     | 4:50     |
| 3.  | »When the Music's Over«                 | 10:30    |
| 4.  | »Blue Moon«                             | 3:05     |

## Sudjelovali na albumu
- Grof (Jovan Jovanović) — bas-gitara
- Piko (Ivan Stančić) — bubnjevi
- Ljubomir Jovanović — gitara
- Srđan Gojković — gitara, vokali
- Ljubomir Đukić — klavir, vokali

## Vanjske poveznice
- Lišće Prekriva Lisabon na Discogs